# Giulio Terzi di Sant'Agata
Pour les articles homonymes, voir Terzi et Sant'Agata.
Giulio Terzi di Sant'Agata, né le 9 juin 1946 à Bergame, est un diplomate italien, ancien ministre des Affaires étrangères du gouvernement technique de Mario Monti.

## Biographie
Diplômé en droit à Milan, spécialisé en droit international, il intègre le ministère des Affaires étrangères à la fin de ses études. Il obtient son premier poste à Paris, en 1975, comme premier secrétaire de l'ambassade, chargé des Affaires politiques. Onze ans plus tard, il devient consul général à Vancouver, puis enchaîne les postes de conseiller ou secrétaire politique.
Il retourne un temps en Italie, à la direction du ministère, avant d'être désigné, en 2002, ambassadeur en Israël. Nommé à l'ambassade de Washington en 2008, il est choisi, un an plus tard, comme ambassadeur, représentant permanent auprès des Nations unies, à New York.
Le 16 novembre 2011, Giulio Terzi di Sant'Agata est nommé ministre des Affaires étrangères du gouvernement technique de Mario Monti. Il démissionne le 26 mars 2013.